# 羅馬騎士階級

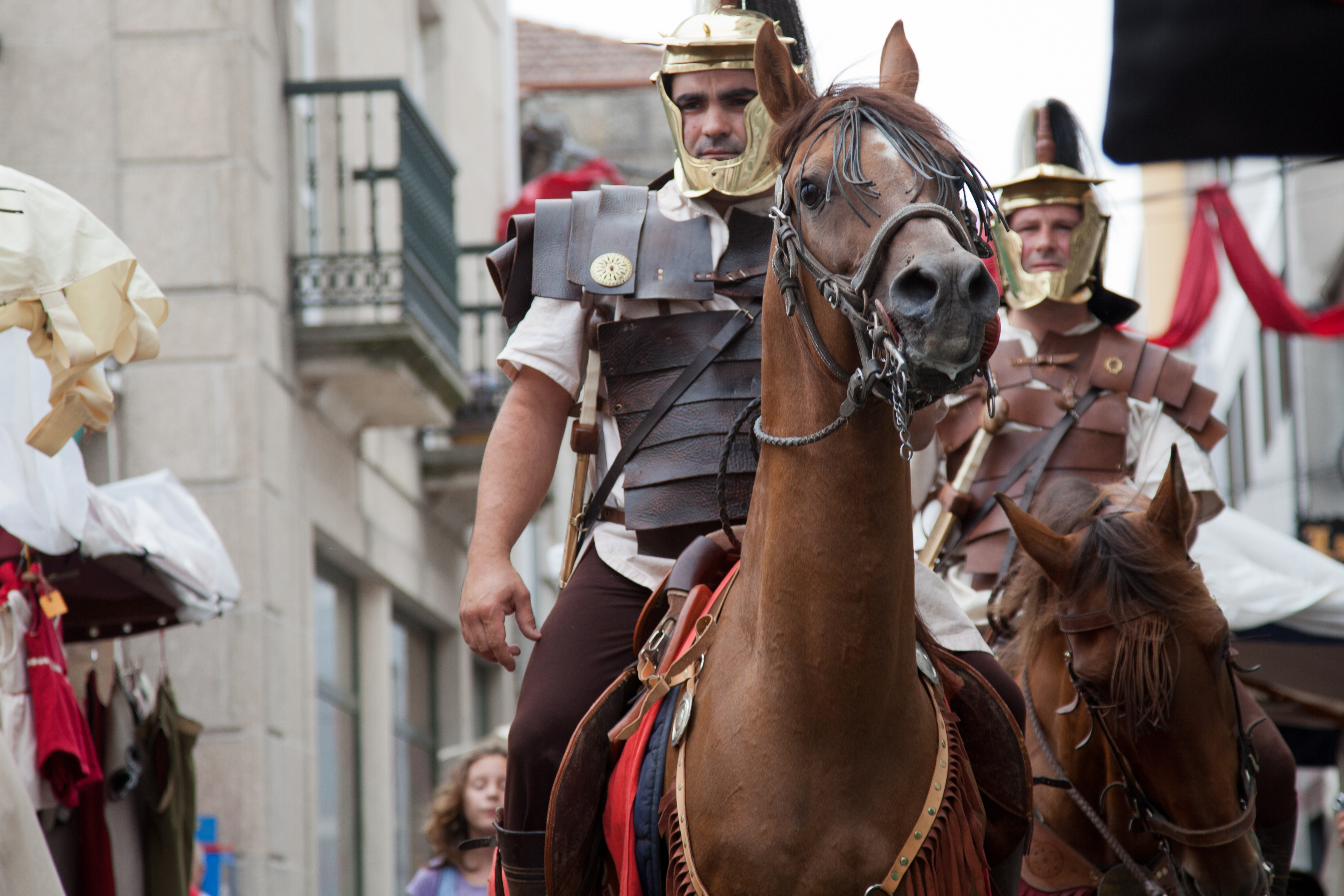
现代人装扮的罗马骑士

罗马骑士阶级，简称骑士阶级，是古罗马共和国和帝國时期两个上层阶级中较低等的一个阶级，位列元老阶级之下。虽然该阶级同样被译为中文的“骑士阶级”，但是其实与中世纪欧洲的骑士阶级是两种不同的概念。中世纪欧洲的骑士阶级依靠他们的马匹和盔甲等物质基础和其在战爭中的作用来支撑他们的地位；而对罗马骑士阶级而言，马匹仅有象征性的关联，财富才是他们的阶级标准。
在公元前2世纪，格拉古兄弟的改革对骑士阶级与元老阶级做出了正式的区分。在屋大维的统治下，平民可以通过取得财产的固定额度（40萬塞斯特斯），来成为骑士阶级。而满27岁的骑士阶层则可通过被选任财务官职位（一种初级官员，负责监督国家财政，军队及其他官员），从而自动获得元老院席位、被提升為元老阶级，也有极少的情况下可以通过被皇帝直接任命的方式获得元老院席位。不过鉴于元老院有600人上限，而元老的儿子可以直接参加选举，以上二种阶级提升都属于相当少数的情况；每年大概只有不超过20名罗马骑士获选财务官职位。骑士阶级被允许经商，而元老阶级却不能。

## 外部連結
- . 2009  [2013-07-14]. （原始内容存档于2006-09-27）.
- Lendering, Jona. . Livius.org. 16 August 2012  [2013-07-14]. （原始内容存档于2014-08-07）.